# Bolearski Izvor, Haskovo
Bolearski Izvor (în bulgară Болярски Извор) este un sat în comuna Harmanli, regiunea Haskovo,  Bulgaria. 

## Demografie
Componența etnică a satului Bolearski Izvor
     Bulgari (19,46%)
     Romi (75,83%)
     Turci (3,69%)
     Nicio identificare (1%)
La recensământul din 2011, populația satului Bolearski Izvor era de 298 locuitori. Din punct de vedere etnic, majoritatea locuitorilor (75,83%) erau romi, existând și minorități de bulgari (19,46%) și turci (3,69%). Pentru 1,0% din locuitori nu este cunoscută apartenența etnică.